# Hannah Arendt (film)
Hannah Arendt è un film del 2012 diretto da Margarethe von Trotta.

## Trama
Nel 1940 la filosofa e politologa ebraico-tedesca Hannah Arendt fu costretta a fuggire insieme al marito e alla madre negli Stati Uniti d'America, con l'aiuto del giornalista statunitense Varian Fry. Trovò lavoro come docente universitaria, divenne attivista della comunità ebraica di New York e scrisse articoli per alcune testate giornalistiche. Nel 1961 si reca a Gerusalemme per seguire, per conto del prestigioso settimanale New Yorker, il processo all'alto funzionario nazista e comandante SS Adolf Eichmann (principale organizzatore e supervisore dello sterminio degli ebrei durante la seconda guerra mondiale), da cui prese spunto per le sue riflessioni riportate nel celebre libro "La banalità del male". 
Qui rimane sorpresa quando, pensando di trovare un mostro, vede in realtà un uomo mediocre, un burocrate che ha sempre obbedito passivamente agli ordini. La serie di articoli che scriverà le inimicheranno molti lettori e persino alcuni suoi amici, soprattutto perché ha sollevato la questione dell'inerzia dei dirigenti delle comunità ebraiche nei confronti della politica di sterminio nazista; ma saranno la forza della verità e il libero pensiero a spingerla avanti e a far emergere la più inquietante verità sugli orrori del nazismo e dell'Olocausto.

## Distribuzione
È uscito nelle sale italiane il 27 gennaio 2014, distribuito dalla Nexo Digital in occasione della Giornata della Memoria, ed è stato trasmesso in prima serata da Rai 3 il 29 gennaio 2015.

## Riconoscimenti
- 2013 - European Film Awards
  - Nomination Migliore attrice a Barbara Sukowa